# Liopropoma
Liopropoma (von griechisch leio ‚glatt‘, pro ‚vor‘, sowie poma und --atos ‚Abdeckung‘, ‚Operculum‘) ist eine Gattung kleinwüchsiger Barschartiger (Perciformes), die im tropischen Indopazifik (ca. 2/3 der Arten), im Ostpazifik (2 Arten), im tropischen Westatlantik (ca. 1/3 der Arten) und im Ostatlantik bei den Kapverdischen Inseln (1 Art) vorkommt. Wegen ihrer geringen Größe werden die Fische im deutschen oft als Zwergzackenbarsche bezeichnet, wurden beim Update von Eschmeyer's Catalog of Fishes Classification, einer Onlinedatenbank zur Fischsystematik, vom Januar 2022 zusammen mit anderen kleinwüchsigen Barschgattungen aber in eine eigenständige Familie gestellt, die Liopropomatidae.

## Merkmale

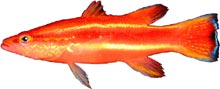
Liopropoma eukrines

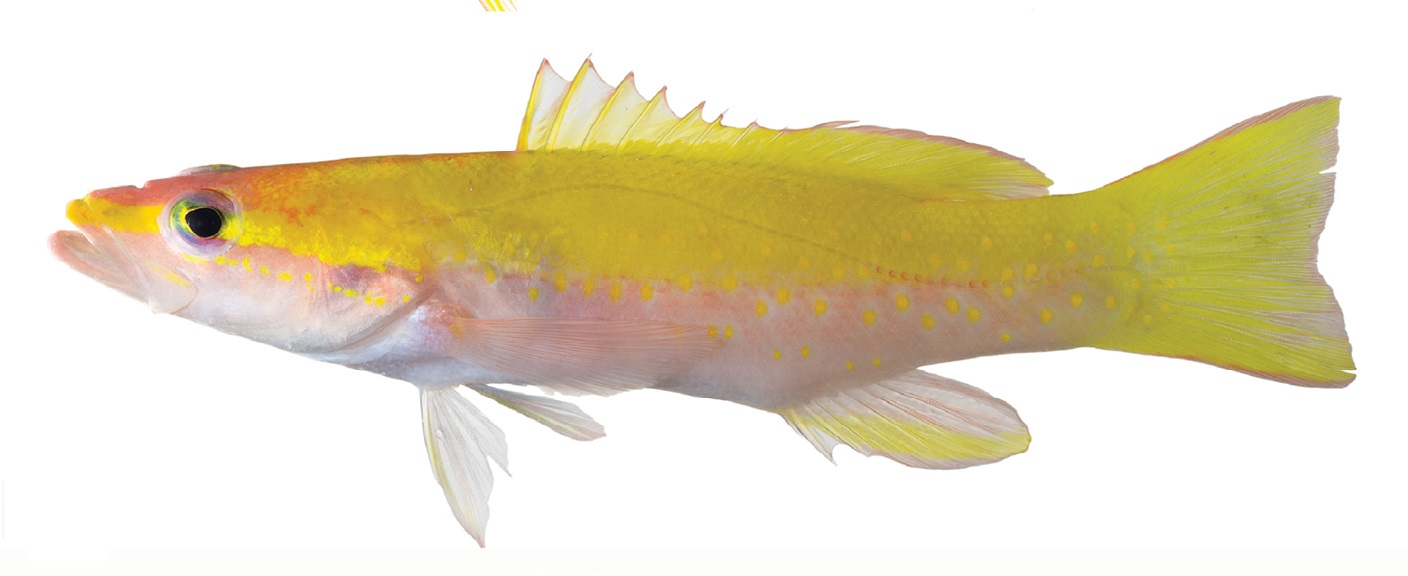
Liopropoma olneyi

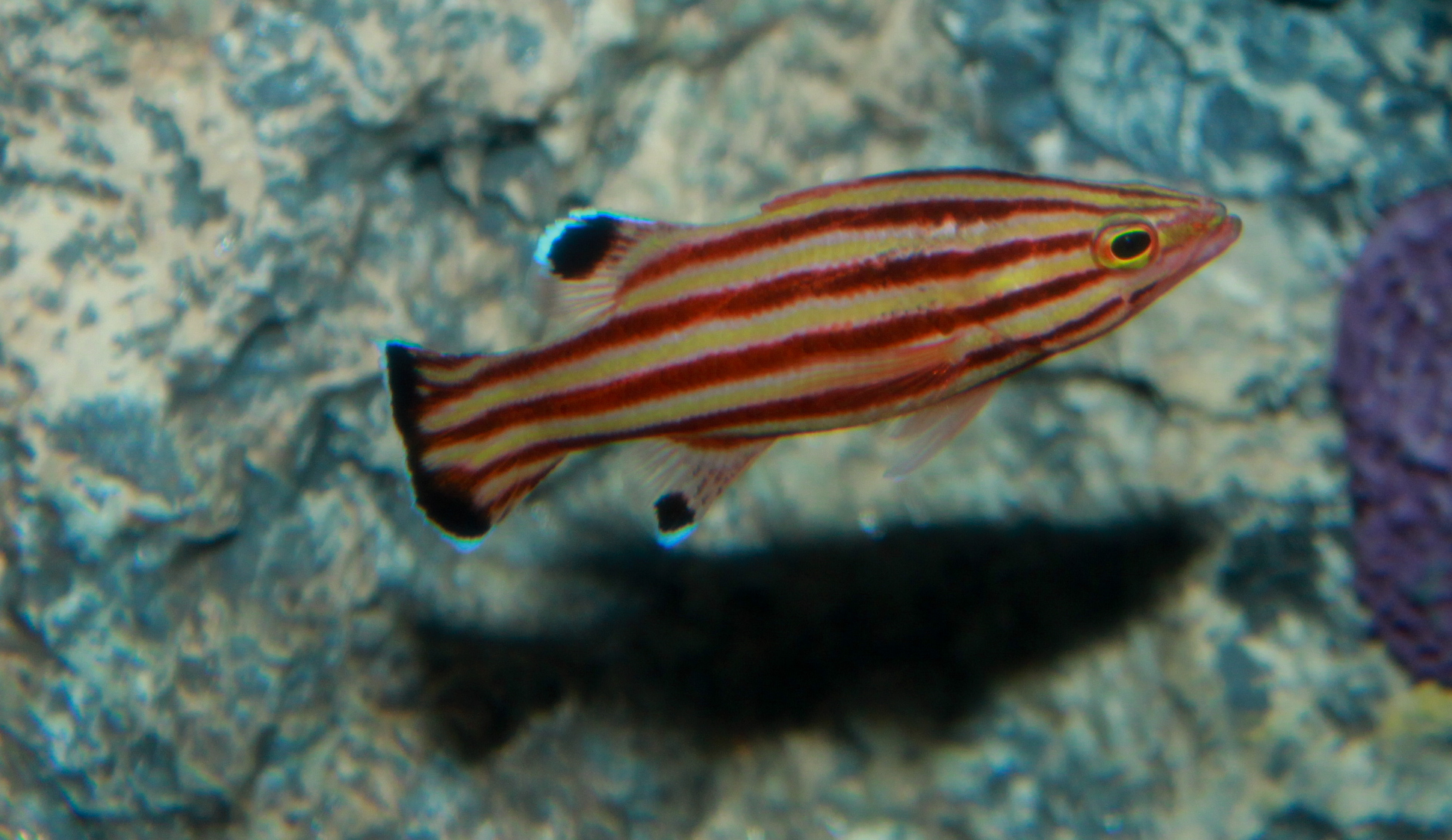
Liopropoma rubre

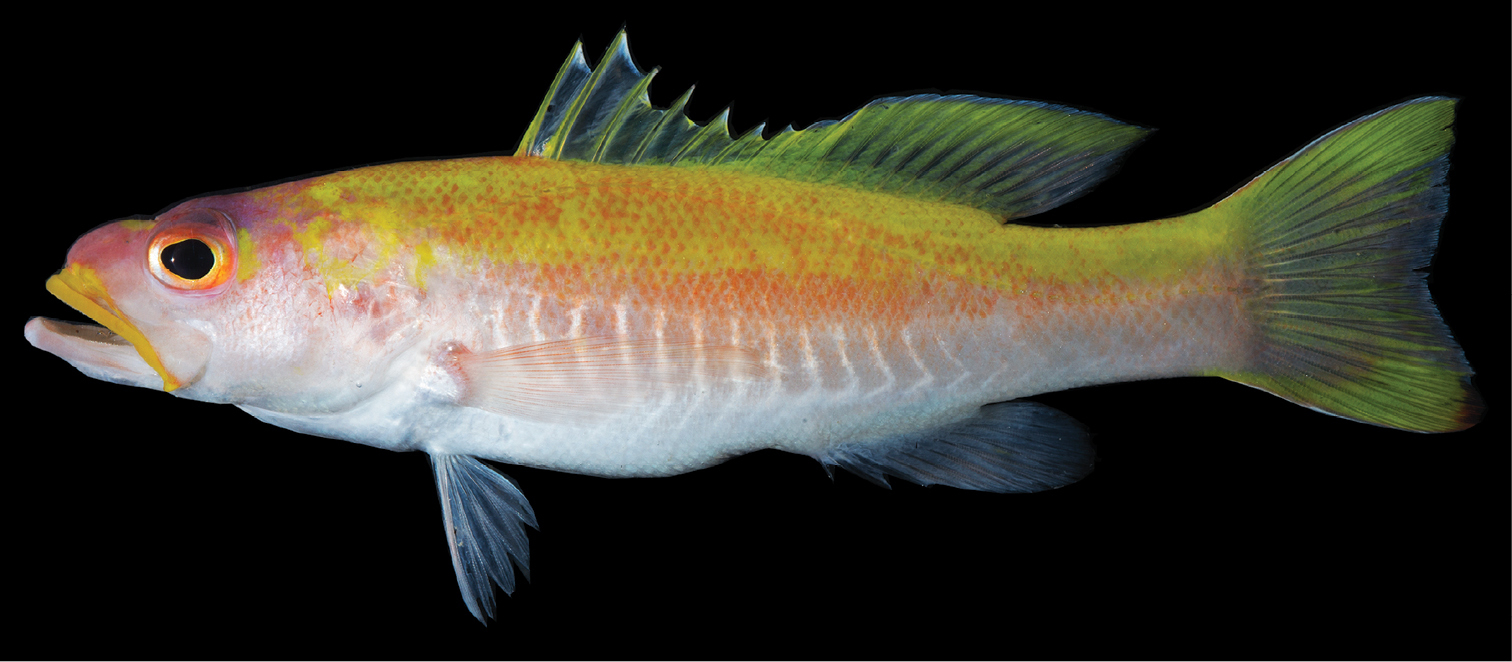
Liopropoma santi

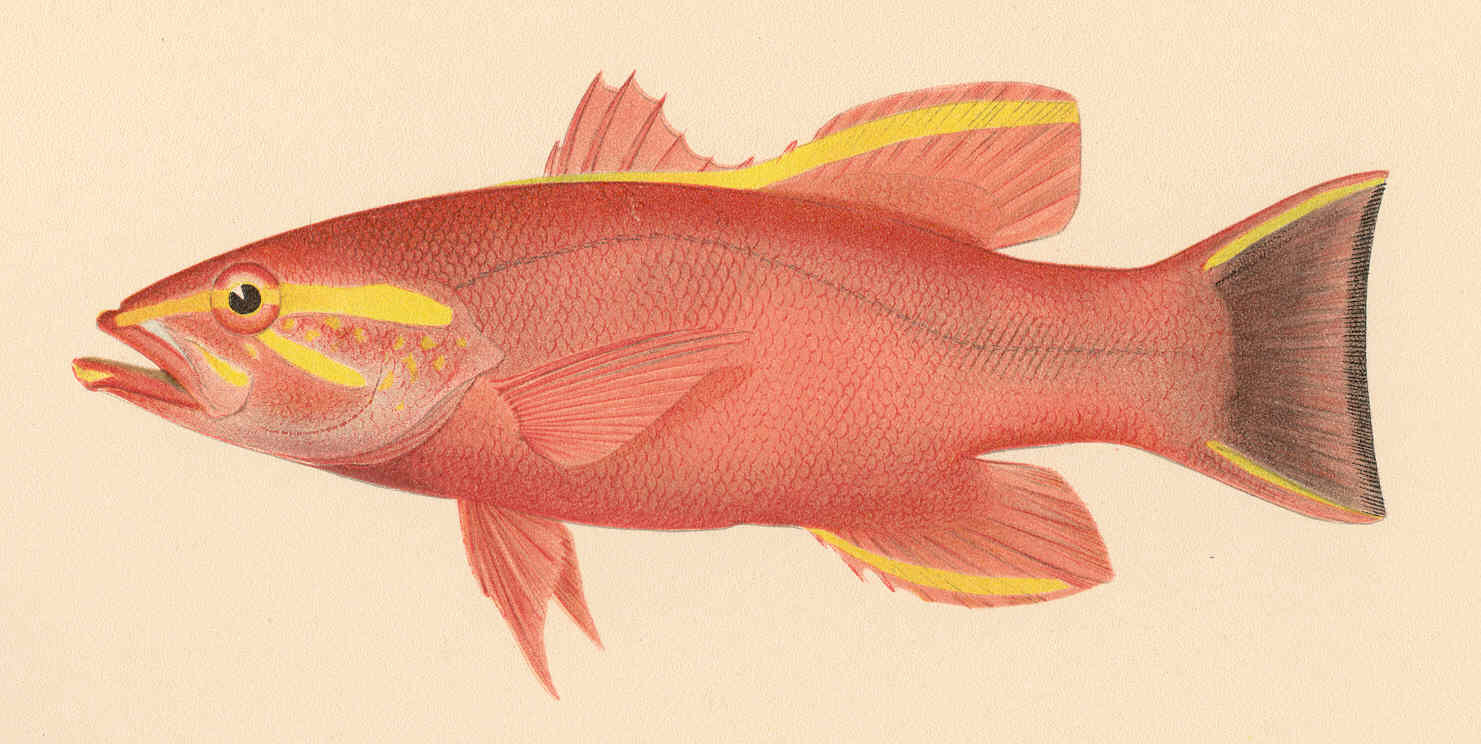
Liopropoma aurora

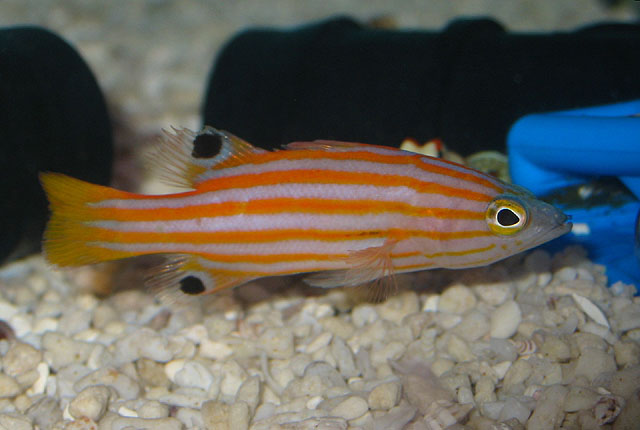
Liopropoma swalesi

Liopropoma-Arten sind kleine Zackenbarsche, spitzmäulig, relativ langgestreckt und erreichen Längen von 6 bis 27 cm. Ihre Farbe ist oft rötlich oder bräunlich, einfarbig oder mit dunklen oder gelblichen Längsstreifen. Als diagnostische Merkmale der Gattung gelten eine Kombination der folgenden Merkmale. Die Rückenflosse ist durchgehend oder geteilt und wird von 8 Stacheln und 11 bis 14 Weichstrahlen gestützt. Bei der Afterflosse sind es 3 Stacheln und 8 bis 11 Weichstrahlen. Der Körper ist mit schwachen Kammschuppen bedeckt. Die Seitenlinie ist durchgehend und verläuft oberhalb der Bauchflossen bogenförmig. Die Anzahl der mit Poren versehenen Seitenlinienschuppen liegt zwischen 43 und 67. Beide Kiefer sind mit einer Reihe bürstenartiger (villiformer) Zähne besetzt. Fangzähne fehlen. Auf dem Kiemendeckel finden sich drei Stacheln.

## Arten
Die Gattung enthält über 30 Arten:
Atlantische Arten:
- Liopropoma aberrans (Poey, 1860)
- Liopropoma carmabi (Randall, 1963)
- Liopropoma danae (Kotthaus, 1970)
- Liopropoma emanueli Wirtz & Schliewen, 2012, Kap Verde
- Liopropoma eukrines (Starck & Courtenay, 1962)
- Liopropoma mowbrayi Woods & Kanazawa, 1951
- Liopropoma olneyi Baldwin & Johnson, 2014
- Liopropoma rubre Poey, 1861
- Liopropoma santi Baldwin & Robertson, 2014[4]

Indopazifische Arten:
- Liopropoma africanum (Smith, 1954)
- Liopropoma aragai Randall & Taylor, 1988
- Liopropoma aurora (Jordan & Evermann, 1903)
- Liopropoma collettei Randall & Taylor, 1988
- Liopropoma dorsoluteum Kon, Yoshino & Sakurai, 1999[2]
- Liopropoma erythraeum Randall & Taylor, 1988
- Liopropoma flavidum Randall & Taylor, 1988
- Liopropoma incandescens Pinheiro et al., 2019[3]
- Liopropoma incomptum Randall & Taylor, 1988
- Liopropoma japonicum (Döderlein in Steindachner & Döderlein, 1883)
- Liopropoma latifasciatum (Tanaka, 1922)
- Liopropoma lemniscatum Randall & Taylor, 1988
- Liopropoma lunulatum (Guichenot, 1863)
- Liopropoma maculatum (Döderlein in Steindachner & Döderlein, 1883)
- Liopropoma mitratum Lubbock & Randall, 1978
- Liopropoma multilineatum Randall & Taylor, 1988
- Liopropoma pallidum (Fowler, 1938)
- Liopropoma randalli Akhilesh, Bineesh & White, 2012
- Liopropoma susumi (Jordan & Seale, 1906)
- Liopropoma swalesi (Fowler & Bean, 1930)
- Liopropoma tonstrinum Randall & Taylor, 1988

Ostpazifische Arten:
- Liopropoma fasciatum Bussing, 1980
- Liopropoma longilepis Garman, 1899

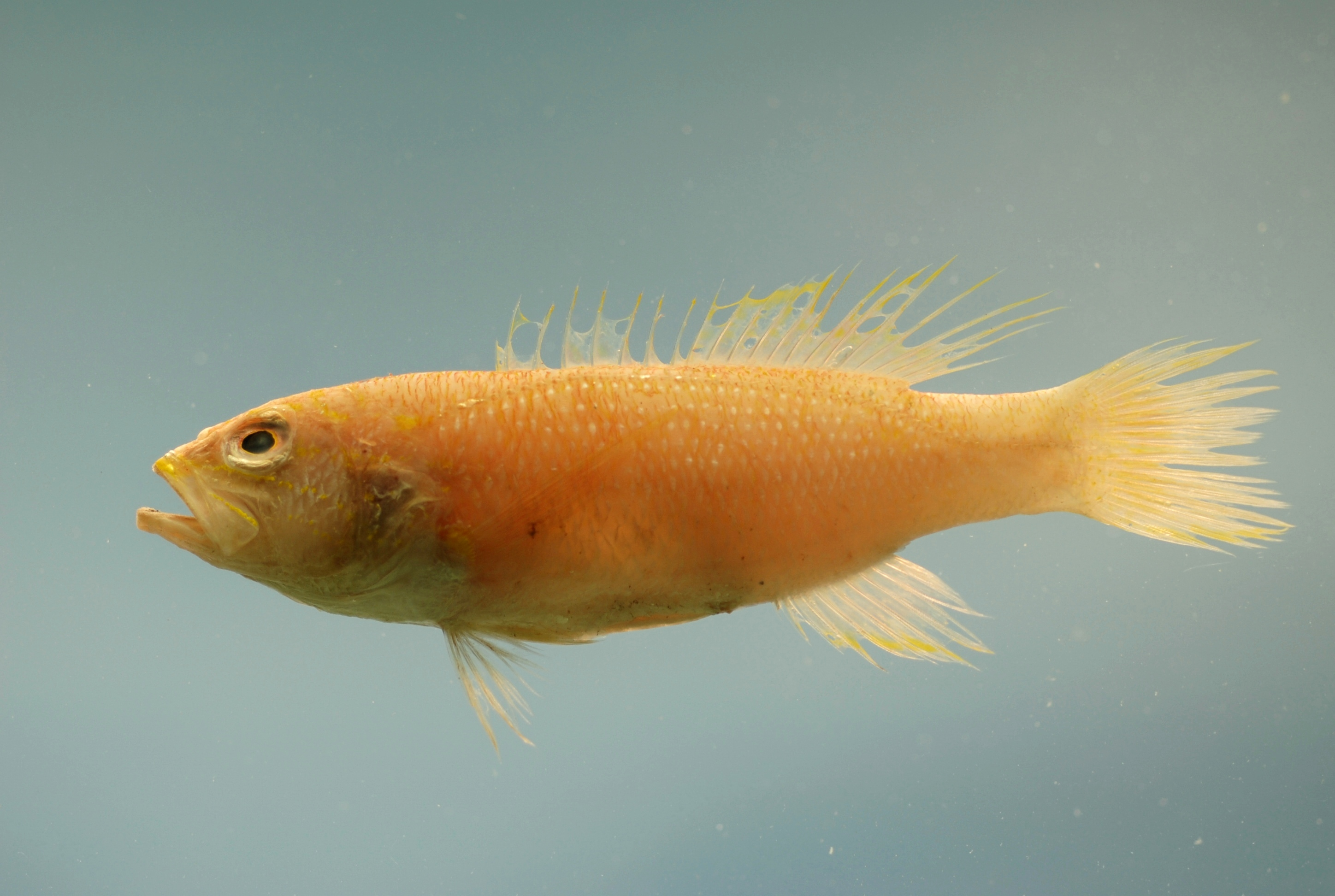
Bathyanthias mexicanus

Bei der Erstbeschreibung von Liopropoma santi wurden auch die Verwandtschaftsverhältnisse verschiedener Liopropoma-Arten untersucht. Dabei zeigte sich, dass die westatlantischen Arten zusammen mit der in der Karibik und an der Küste Brasiliens vorkommenden Gattung Bathyanthias eine monophyletische Gruppe bildet. Die Gattung Liopropoma müsste also entweder auch die drei Bathyanthias-Arten umfassen oder, da Liopropoma aberrans, die Typusart der Gattung, in der Karibik vorkommt, nur die westatlantischen Arten umfassen, während für die pazifischen Kladen neue Gattungen eingeführt würden.